# Stenetrium kensleyi
Stenetrium kensleyi är en kräftdjursart som beskrevs av Martin, Heard och Regina Wetzer 2003. Stenetrium kensleyi ingår i släktet Stenetrium och familjen Stenetriidae. Inga underarter finns listade i Catalogue of Life.